# Eurocoppa 1996-1997
L'Eurocoppa 1996-1997 di pallacanestro maschile venne vinta dal Real Madrid.

## Risultati

### Primo turno

#### Gruppo A
|    | Squadra                       | G  | V | P | PF  | PS  | Dif | P.ti |
| -- | ----------------------------- | -- | - | - | --- | --- | --- | ---- |
| 1. | Fenerbahçe                    | 10 | 8 | 2 | 883 | 792 | +91 | 18   |
| 2. | Brocēni                       | 10 | 6 | 4 | 943 | 896 | +47 | 16   |
| 3. | Nobiles Włocławek             | 10 | 6 | 4 | 853 | 864 | -11 | 16   |
| 4. | Kovinotehna Savinjska Polzela | 10 | 5 | 5 | 835 | 851 | -16 | 15   |
| 5. | Scavolini Pesaro              | 10 | 4 | 6 | 831 | 847 | -16 | 14   |
| 6. | Rabotnički Skopje             | 10 | 1 | 9 | 776 | 871 | -95 | 11   |

#### Gruppo B
|    | Squadra                 | G  | V | P | PF  | PS  | Dif  | P.ti |
| -- | ----------------------- | -- | - | - | --- | --- | ---- | ---- |
| 1. | Žalgiris Kaunas         | 10 | 7 | 3 | 733 | 627 | +106 | 17   |
| 2. | Zagabria                | 10 | 7 | 3 | 755 | 709 | +46  | 17   |
| 3. | Olympique Antibes       | 10 | 6 | 4 | 724 | 709 | +15  | 16   |
| 4. | Bavaria Volltex Maribor | 10 | 5 | 5 | 764 | 764 | 0    | 15   |
| 5. | Sankt Pölten            | 10 | 4 | 6 | 738 | 741 | -3   | 14   |
| 6. | Sloboda Dita Tuzla      | 10 | 1 | 9 | 679 | 843 | -64  | 11   |

#### Gruppo C
|    | Squadra             | G  | V | P | PF  | PS  | Dif  | P.ti |
| -- | ------------------- | -- | - | - | --- | --- | ---- | ---- |
| 1. | Real Madrid         | 10 | 7 | 3 | 815 | 715 | +100 | 17   |
| 2. | ratiopharm Ulm      | 10 | 5 | 5 | 875 | 844 | +31  | 15   |
| 3. | Benfica             | 10 | 5 | 5 | 799 | 790 | +9   | 15   |
| 4. | MZT Aerodrom Skopje | 10 | 5 | 5 | 778 | 814 | -36  | 15   |
| 5. | Hapoel Galil Elyon  | 10 | 4 | 6 | 823 | 840 | -17  | 14   |
| 6. | Plama Pleven        | 10 | 4 | 6 | 892 | 979 | -87  | 14   |

#### Gruppo D
|    | Squadra            | G  | V  | P | PF  | PS  | Dif  | P.ti |
| -- | ------------------ | -- | -- | - | --- | --- | ---- | ---- |
| 1. | Porto              | 10 | 10 | 0 | 866 | 721 | +155 | 20   |
| 2. | PSG Racing         | 10 | 7  | 3 | 872 | 697 | +175 | 17   |
| 3. | Hapoel Gerusalemme | 10 | 7  | 3 | 851 | 806 | +45  | 17   |
| 4. | Brandt Hagen       | 10 | 4  | 6 | 768 | 794 | -26  | 14   |
| 5. | New Wave Sharks    | 10 | 1  | 9 | 731 | 865 | -134 | 11   |
| 6. | APOEL Nicosia      | 10 | 1  | 9 | 626 | 831 | -205 | 11   |

#### Gruppo E
|    | Squadra           | G  | V | P  | PF  | PS  | Dif  | P.ti |
| -- | ----------------- | -- | - | -- | --- | --- | ---- | ---- |
| 1. | Īraklīs Salonicco | 10 | 8 | 2  | 914 | 775 | +139 | 18   |
| 2. | Śląsk Wrocław     | 10 | 7 | 3  | 853 | 811 | +42  | 17   |
| 3. | Gent              | 10 | 6 | 4  | 803 | 770 | +33  | 16   |
| 4. | Zadar             | 10 | 6 | 4  | 817 | 810 | +7   | 16   |
| 5. | Libertel EBBC     | 10 | 3 | 7  | 847 | 895 | -48  | 13   |
| 6. | Achilleas         | 10 | 0 | 10 | 760 | 933 | -193 | 10   |

#### Gruppo F
|    | Squadra            | G  | V | P  | PF  | PS   | Dif  | P.ti |
| -- | ------------------ | -- | - | -- | --- | ---- | ---- | ---- |
| 1. | Apollon Patrasso   | 10 | 8 | 2  | 924 | 761  | +163 | 18   |
| 2. | Budivelnyk Kiev    | 10 | 8 | 2  | 849 | 718  | +131 | 18   |
| 3. | Sunair Ostendea    | 10 | 7 | 3  | 825 | 701  | +124 | 17   |
| 4. | Stavex Brno        | 10 | 4 | 6  | 822 | 815  | +7   | 14   |
| 5. | Akvarius Volgograd | 10 | 3 | 7  | 760 | 878  | -118 | 13   |
| 6. | Universitatea Cluj | 10 | 0 | 10 | 702 | 1009 | -307 | 10   |

#### Gruppo G
|    | Squadra              | G  | V | P | PF  | PS  | Dif  | P.ti |
| -- | -------------------- | -- | - | - | --- | --- | ---- | ---- |
| 1. | Avtodor Saratov      | 10 | 9 | 1 | 871 | 810 | +61  | 19   |
| 2. | TDK Manresa          | 10 | 6 | 4 | 853 | 766 | +87  | 16   |
| 3. | ToPo Helsinki        | 10 | 6 | 4 | 858 | 808 | +50  | 16   |
| 4. | BFC Beočin           | 10 | 6 | 4 | 809 | 738 | +71  | 16   |
| 5. | Donetsk              | 10 | 2 | 8 | 788 | 922 | -134 | 12   |
| 6. | AŠK Inter Bratislava | 10 | 1 | 9 | 755 | 890 | -135 | 11   |

#### Gruppo H
|    | Squadra             | G  | V | P | PF  | PS  | Dif  | P.ti |
| -- | ------------------- | -- | - | - | --- | --- | ---- | ---- |
| 1. | Riello Mash Verona  | 10 | 8 | 2 | 816 | 700 | +116 | 18   |
| 2. | Türk Telekom PTT    | 10 | 7 | 3 | 750 | 711 | +39  | 17   |
| 3. | Marc-Körmend        | 10 | 6 | 4 | 828 | 825 | +3   | 16   |
| 4. | London Towers       | 10 | 4 | 6 | 713 | 731 | -18  | 14   |
| 5. | Budućnost Podgorica | 10 | 3 | 7 | 803 | 809 | -6   | 13   |
| 6. | Vita Tblisi         | 10 | 2 | 8 | 729 | 863 | -134 | 12   |

|  | Qualificate alle semifinali |
|  | Eliminata                   |

### Sedicesimi di finale
| Squadra 1                     | Totale    | Squadra 2          | Andata | Ritorno |
| ----------------------------- | --------- | ------------------ | ------ | ------- |
| Bavaria Wolltex Maribor       | 143 - 155 | Fenerbahçe         | 67-69  | 76-86   |
| Olympique Antibes             | 155 - 161 | Brocēni            | 75-75  | 80-86   |
| Nobiles Włocławek             | 167 - 164 | Zagabria           | 84-79  | 83-85   |
| Kovinotehna Savinjska Polzela | 147 - 149 | Žalgiris Kaunas    | 71-76  | 76-73   |
| Brandt Hagen                  | 151 - 184 | Real Madrid        | 71-98  | 80-86   |
| Hapoel Gerusalemme            | 186 - 157 | ratiopharm Ulm     | 99-77  | 87-80   |
| Benfica                       | 149 - 161 | PSG Racing         | 63-81  | 86-80   |
| MZT Aerodrom Skopje           | 147 - 149 | Porto              | 73-69  | 74-80   |
| Stavex Brno                   | 147 - 154 | Īraklīs Salonicco  | 86-78  | 61-76   |
| Sunair Ostenda                | 134 - 150 | Śląsk Wrocław      | 66-62  | 68-88   |
| Gent                          | 124 - 171 | Budivelnyk Kiev    | 65-70  | 59-101  |
| Zadar                         | 120 - 157 | Apollon Patrasso   | 56-75  | 64-82   |
| London Towers                 | 138 - 143 | Avtodor Saratov    | 70-75  | 68-68   |
| Marc-Körmend                  | 162 - 166 | TDK Manresa        | 83-77  | 79-89   |
| ToPo Helsinki                 | 171 - 180 | Türk Telekom PTT   | 82-84  | 89-96   |
| BFC Beočin                    | 161 - 168 | Riello Mash Verona | 73-74  | 88-94   |

### Ottavi di finale
| Squadra 1          | Totale    | Squadra 2          | Andata | Ritorno |
| ------------------ | --------- | ------------------ | ------ | ------- |
| Hapoel Gerusalemme | 148 - 147 | Fenerbahçe         | 91-78  | 57-69   |
| PSG Racing         | 137 - 134 | Žalgiris Kaunas    | 60-58  | 77-76   |
| Brocēni            | 171 - 182 | Real Madrid        | 83-98  | 88-84   |
| Nobiles Włocławek  | 156 - 176 | Porto              | 91-81  | 65-95   |
| TDK Manresa        | 132 - 140 | Īraklīs Salonicco  | 74-79  | 58-61   |
| Türk Telekom PTT   | 155 - 140 | Apollon Patrasso   | 89-73  | 66-67   |
| Śląsk Wrocław      | 194- 189  | Avtodor Saratov    | 90-94  | 104-95  |
| Budivelnyk Kiev    | 153 - 180 | Riello Mash Verona | 80-90  | 73-90   |

### Quarti di finale
| Squadra 1          | Totale    | Squadra 2         | Andata | Ritorno |
| ------------------ | --------- | ----------------- | ------ | ------- |
| Hapoel Gerusalemme | 126 - 133 | Īraklīs Salonicco | 68-63  | 58-70   |
| Türk Telekom PTT   | 12 2- 184 | PSG Racing        | 72-92  | 50-92   |
| Real Madrid        | 205 - 157 | Śląsk Wrocław     | 112-66 | 93-91   |
| Riello Mash Verona | 168 - 138 | Porto             | 96-78  | 72-60   |

### Semifinali
| Squadra 1          | Totale    | Squadra 2         | Andata | Ritorno |
| ------------------ | --------- | ----------------- | ------ | ------- |
| Riello Mash Verona | 152 - 138 | Īraklīs Salonicco | 96-62  | 56-76   |
| Real Madrid        | 120 - 113 | PSG Racing        | 62-57  | 58-56   |

### Finale
| Squadra 1          | Risultato | Squadra 2   |
| ------------------ | --------- | ----------- |
| Riello Mash Verona | 64 - 78   | Real Madrid |

| Eurocoppa 1996-1997   |
| --------------------- |
| Real Madrid 4º titolo |

## Formazione vincitrice
| N° | Naz.                   | Ruolo | Sportivo             |  | Alt. |  |
| -- | ---------------------- | ----- | -------------------- |  | ---- |  |
| 4  | Jugoslavia (bandiera)  | AP    | Dejan Bodiroga       |  |      |  |
| 5  | Spagna (bandiera)      | G     | Alberto Angulo       |  |      |  |
| 6  | Spagna (bandiera)      | A     | Lorenzo Sanz         |  |      |  |
| 7  | Spagna (bandiera)      | P     | Pablo Laso           |  |      |  |
| 8  | Stati Uniti (bandiera) | AG    | Joe Arlauckas        |  |      |  |
| 9  | Spagna (bandiera)      | P     | José Miguel Antúnez  |  |      |  |
| 11 | Spagna (bandiera)      | P     | Ismael Santos        |  |      |  |
| 12 | Spagna (bandiera)      | C     | Juan Antonio Morales |  |      |  |
| 13 | Spagna (bandiera)      | AP    | Alberto Herreros     |  |      |  |
| 14 | Spagna (bandiera)      | C     | Juan Antonio Orenga  |  |      |  |
| 15 | Spagna (bandiera)      | AP    | Mike Smith           |  |      |  |
|    | Jugoslavia (bandiera)  | All.  | Željko Obradović     |  |      |  |